# Neuvy-en-Dunois
Neuvy-en-Dunois ist eine französische Gemeinde mit 305 Einwohnern (Stand: 1. Januar 2022) im Département Eure-et-Loir in der Region Centre-Val de Loire. Sie gehört zum Arrondissement Châteaudun und ist Mitglied im Gemeindeverband Communauté de communes du Bonnevalais.

## Geografie
Neuvy-en-Dunois liegt etwa 25 Kilometer nordöstlich von Châteaudun. Umgeben wird Neuvy-en-Dunois von den Nachbargemeinden Villars im Norden, Villeau im Nordosten, Éole-en-Beauce im Osten, Sancheville im Osten und Südosten, Bullainville im Süden, Pré-Saint-Évroult im Südwesten und Westen sowie Le Gault-Saint-Denis im Nordwesten.

## Bevölkerungsentwicklung
| Jahr                       | 1962 | 1968 | 1975 | 1982 | 1990 | 1999 | 2006 | 2013 | 2020 |
| Einwohner                  | 472  | 398  | 304  | 259  | 257  | 310  | 313  | 332  | 304  |
| Quellen: Cassini und INSEE |      |      |      |      |      |      |      |      |      |

## Sehenswürdigkeiten
- Dolmen von La Couvre-Clair
- Kirche Saint-Martin aus dem 15. Jahrhundert

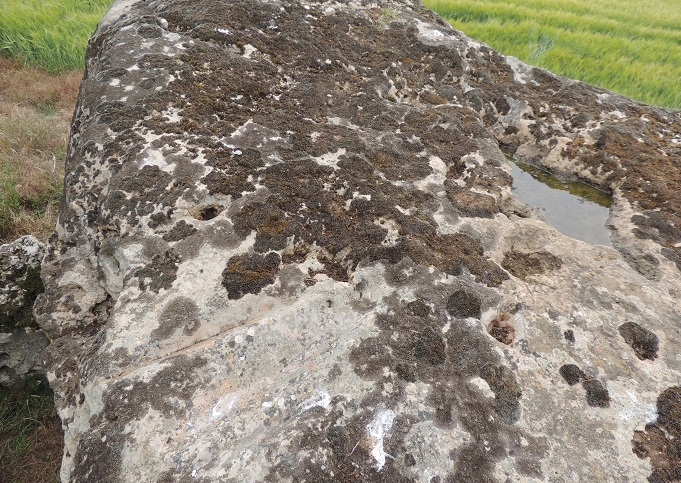
Dolmen von La Couvre-Clair
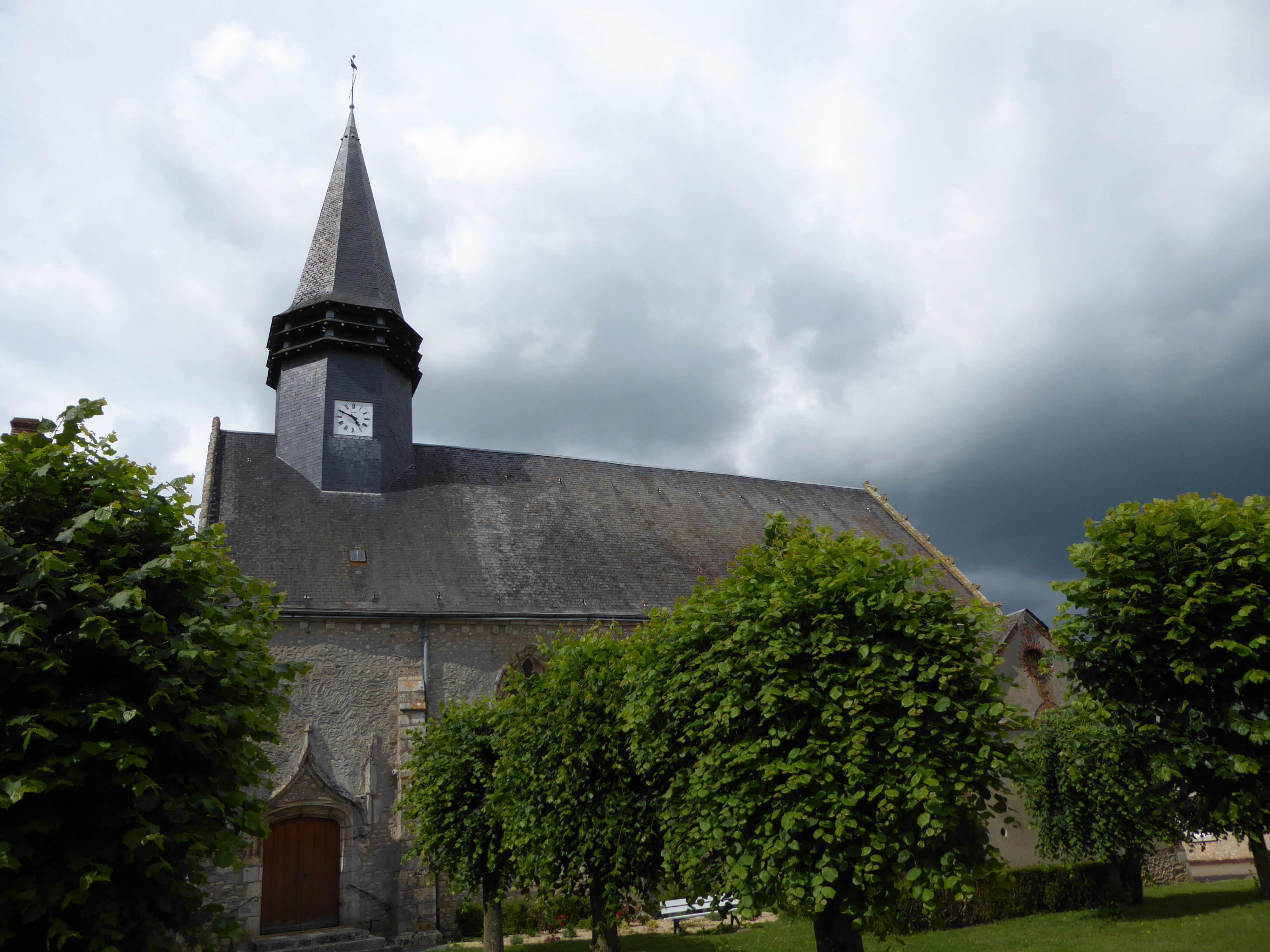
Kirche Saint-Martin